# Tolmin
Tolmin (en italià Tolmino, en friülà Tulmin en alemany Tolmein) és una petita ciutat i municipi amb el mateix nom, d'Eslovènia. Té 12.192 habitants, dels quals 5.900 són homes i 6.200 són dones. Té 546 estudiants, 605 desocupats, 5.379 treballadors i una extensió de 381,5 km². Tulmin es troba a la vall del riu Soča.